# Gácsprága
Gácsprága (szlovákul: Praha) község Szlovákiában, a Besztercebányai kerületben, a Losonci járásban.

## Fekvése
Losonctól 14 km-re északnyugatra fekszik.

## Története
A falut a Giskra vezette husziták alapították a 15. század közepén, első írásos említése 1443-ból származik. Ez az első falu valószínűleg még a 15. században elpusztult. A régi helyén, a 16. század második felében telepítették újra, ezt 1573-ban "Praga" néven említik először. A halicsi uradalom része volt, de a töröknek is adózott. 1828-ban 58 házában 461 lakos élt, akik főként mezőgazdasággal és állattenyésztéssel foglalkoztak.
Vályi András szerint "PRÁGA. Tót falu Nógrád Vármegyében, földes Ura Gróf Forgáts Uraság, fekszik Gátsfalvához közel, mellynek filiája, határja középszerű, vagyonnyai is meglehetősek, második osztálybéli."
Fényes Elek szerint "Prága, tót falu, Nógrád vmegyében, egy erdős, hegyes, köves vidéken. 4 kath., 461 evang. lak. Az éghajlat itt olly hideg, hogy gyümölcsük ritkán érik meg tökéletesen, vagy legalább sokkal későbben. F. u. gr. Forgács család. Ut. p. Losoncz."
A trianoni békeszerződésig területe Nógrád vármegye Gácsi járásához tartozott.

## Népessége
| Év:            | 1994. | 2004.    | 2014.    | 2024.    |
| -------------- | ----- | -------- | -------- | -------- |
| Emberek száma: | 87    | 102      | 87       | 74       |
| Eltérés:       |       | +17,24 % | -14,70 % | -14,94 % |

| Év:            | 2023. | 2024.   |
| -------------- | ----- | ------- |
| Emberek száma: | 73    | 74      |
| Eltérés:       |       | +1,36 % |

1910-ben 363, túlnyomórészt szlovák anyanyelvű lakosa volt.
2001-ben 99 lakosából 98 szlovák volt.
2011-ben 91 lakosából 77 szlovák volt.

## Nevezetességei

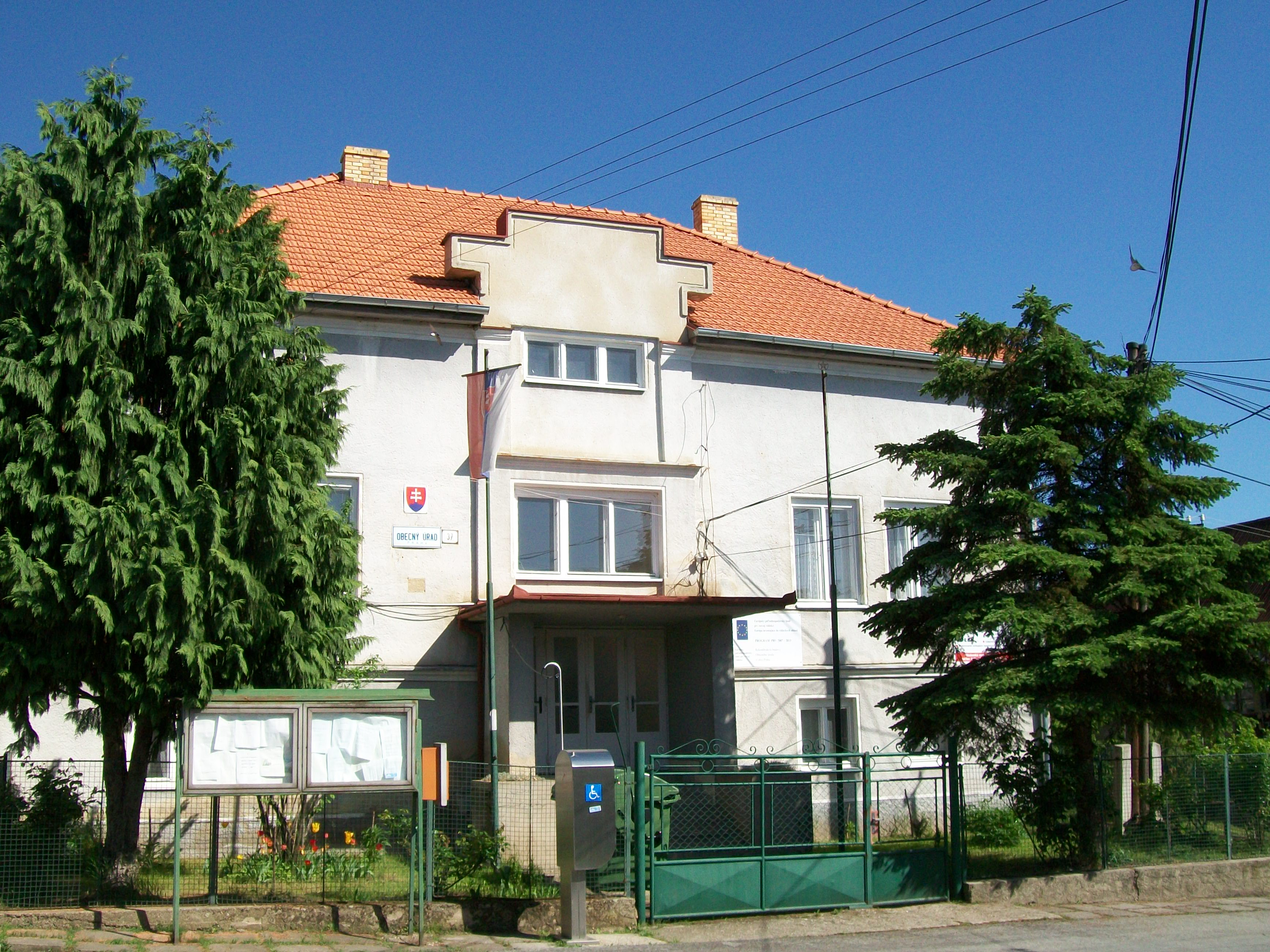
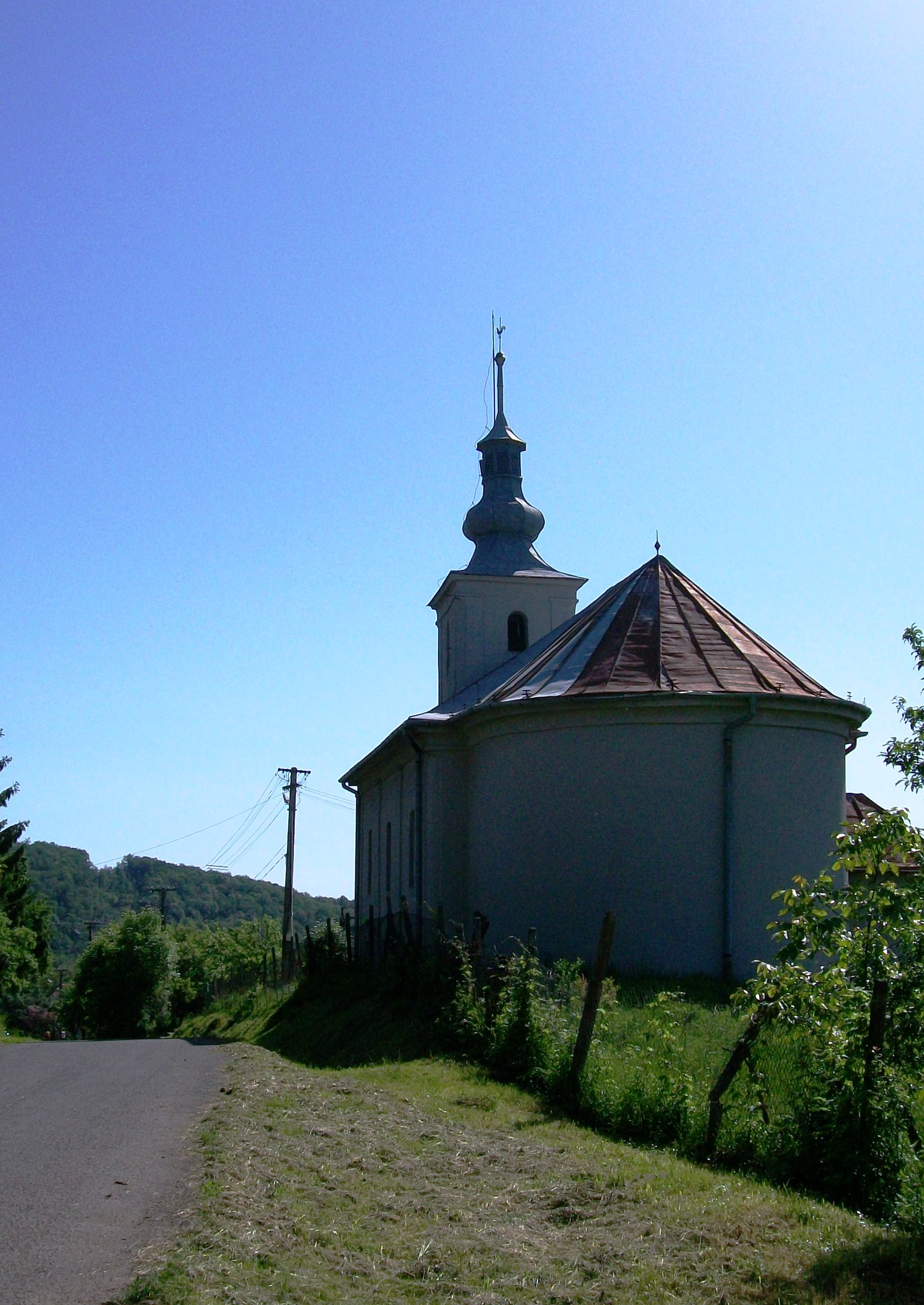
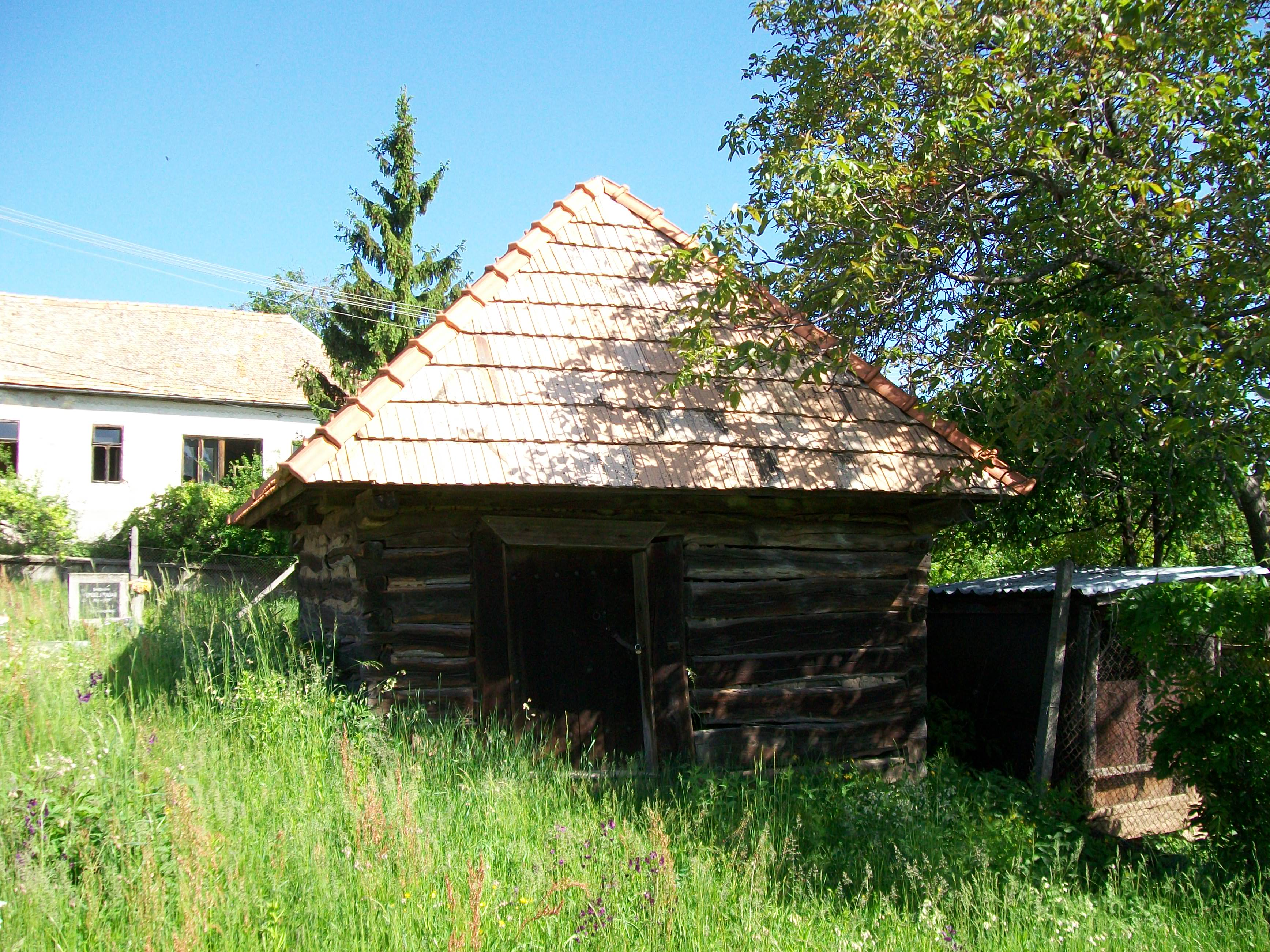

- Evangélikus temploma 1856-ban épült klasszicista stílusban, 1910-ben megújították.

## Külső hivatkozások
- Községinfó
- Gácsprága Szlovákia térképén
- Tourist-channel.sk
- E-obce.sk